# Vorstendom Elba
Het vorstendom Elba (Italiaans: Principato d'Elba) was een niet erfelijke monarchie die werd opgericht bij het Verdrag van Fontainebleau op 11 april 1814. Het vorstendom bestond maar een jaar tot aan het vertrek van de enige vorst van Elba: Napoleon Bonaparte.

## Geschiedenis

### Elba in Franse handen
Bij de Vrede van Amiens in 1802 verkreeg Frankrijk het eiland Elba en in september van dat jaar maakte Napoleon Bonaparte van het eiland een Frans departement. Ook werden er soldaten naar het eiland gestuurd om Elba in te richten als een militaire basis van waaruit de Britse zeehandel in de buurt gedwarsboomd moest worden. Kort voor de komst van Napoleon naar het eiland waren kleinschalige opstanden tegen de Fransen geweest en een deel van het Franse garnizoen was gaan muiten.

### Ballingsoord voor Napoleon
Nadat de Russen en de Pruisen succesvol Frankrijk waren binnen gevallen in de nadagen van de Zesde Coalitieoorlog werd Napoleon gedwongen om te abdiceren. Lodewijk XVIII van Frankrijk zou Napoleon opvolgen als de vorst van Frankrijk en daarom moest er een verbanningsoord voor hem gevonden worden. Napoleon had zelf gehoopt op asiel in Engeland. Alexander I van Rusland had aanvankelijk een voorkeur voor een ballingschap in Rusland, maar dit werd niet geaccepteerd door zijn bondgenoten. In de onderhandelingen die hij voerde over het lot van Napoleon met Armand Augustin de Caulaincourt werd gekozen voor een eiland als ballingsoord. Hierbij werd er onder meer gesproken over Sardinië en Korfoe. Waarom Alexander I uiteindelijk voor Elba koos was onduidelijk, maar vanaf het vasteland kon Napoleon makkelijk in de gaten gehouden worden op Elba. De volledige soevereiniteit over het eiland werd aan Napoleon toegekend; hij kreeg een jaarlijkse subsidie van de Franse overheid en hij kon een klein contingent soldaten meenemen.
Op 28 april 1814 vertrok Napoleon op het Britse schip de Dauntless vanuit Fréjus naar Elba en op 3 mei arriveerde het schip in Portoferraio. Na zijn aankomst betrok hij Villa Mulini dat hij als "paleis" gebruikte. Hij liet er een nieuwe verdieping op plaatsten en hetzelfde deed hij met Villa di San Martino. Zijn hofhouding kwam onder de leiding te staan van Henri Gatien Bertrand en het commando van het lokale legerkorps werd gegeven aan Antoine Drouot. Napoleon ging vervolgens over tot het verbeteren van het eiland. Er werden wegen aangelegd, aquaducten gebouwd en de drainage en rioolwaterverwerking werd georganiseerd. Volgens Napoleons biograaf Adam Zamoyski deed Napoleon zijn staatszaken op Elba met dezelfde ijver als hij dat in de Tuilerieën had gedaan.

### Vertrek van Napoleon

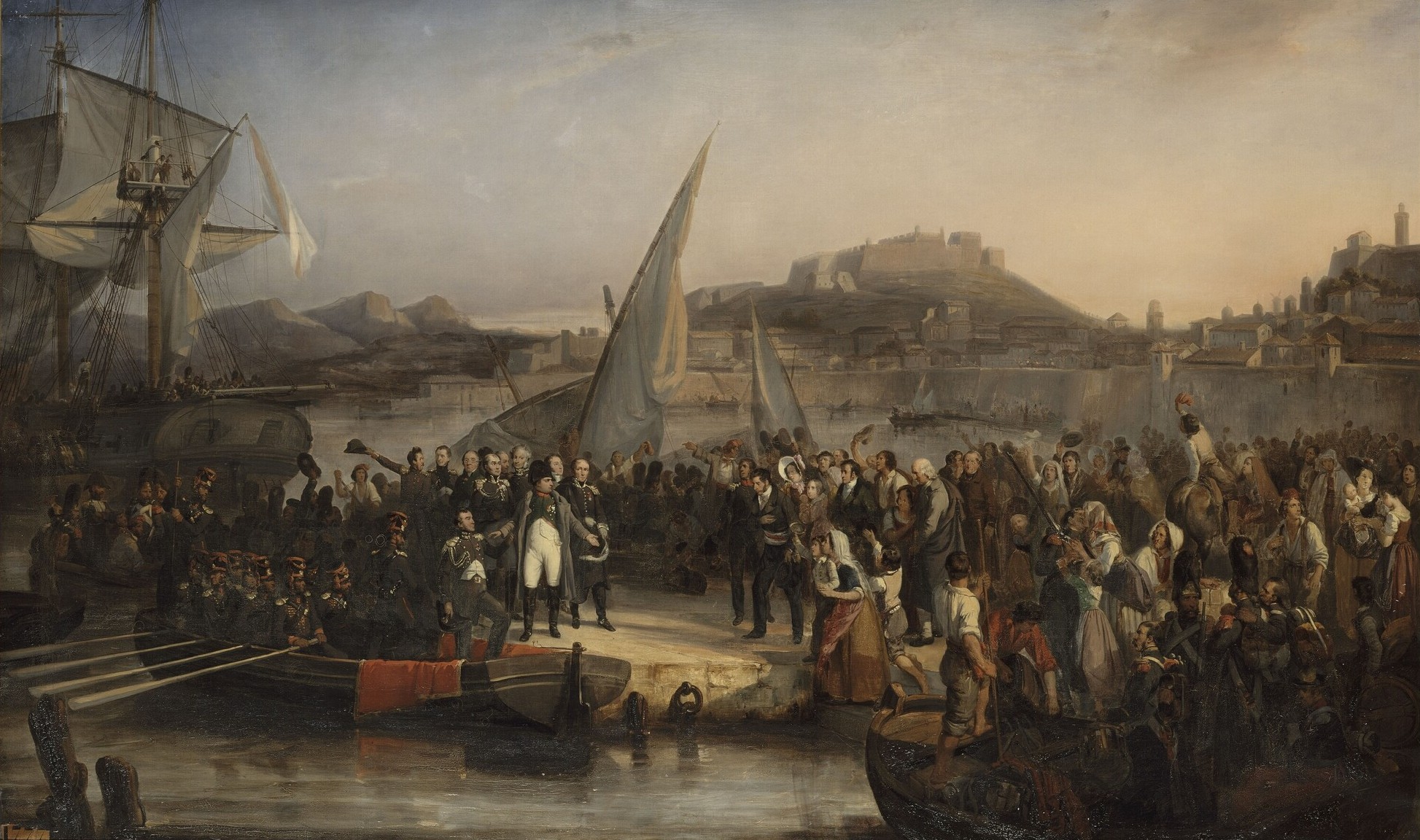
Napoleon vertrekt uit Elba, geschilderd door Joseph Beaume.

Napoleon was zich bewust van het feit dat zijn positie op termijn onhoudbaar was. Lodewijk XVIII weigerde hem de toelage te betalen en keizer Frans II liet Napoleons vrouw niet naar Elba gaan. Bij het Congres van Wenen, dat in november 1814 was begonnen, werd al door de Britten over een mogelijke verbanning naar Sint-Helena gesproken. In februari 1815 liet Napoleon het bij het eiland achtergebleven Franse schip Inconstant herstellen en werd de zeewaardigheid van enkele kleine schepen verbeterd. Deze liet hij heimelijk volstouwen met voorraden. Napoleon had het bevel gegeven aan zijn kleine legertje op Elba om op 25 februari scheep te gaan. Op die avond hield hij in de haven een korte toespraak voor de lokale autoriteiten alvorens zelf aan boord te stappen om terug te keren naar Frankrijk. Napoleon vertrok met de Inconstant en zes kleinere scheepjes. Na het congres van Wenen ging het eiland Elba weer deel uitmaken van het groothertogdom Toscane.

## Economie
De belangrijkste economische sector van het eiland waren de ijzermijnen, want zij vormden de enige bron van inkomsten op het eiland. Napoleon had de Franse militair André Pons de l'Herault aangesteld tot directeur van de mijnen. Het was in Napoleons belang dat de mijnen goed draaiden, want de toelage die hij ontving was onvoldoende om zijn hofhouding te bekostigen. De opbrengsten die uit de belasting kwamen bedroegen ook maar honderdduizend frank.